# Cecilia Bachér
Ingeborg Cecilia Carola Bachér, född Boklund, 18 juni 1866 i Stockholm, död 18 januari 1942, var en svensk konstnär.

## Biografi
Cecilia Bachér föddes som dotter till hovintendenten och direktören för Konstakademien Johan Christoffer Boklund (1817–1880) och hans fru Johanna Carola Stuttgardter (1833–1897). Hon var syster till Harald Boklund och Thyra Grafström. Hon gifte sig med bankkamrer Nils Fredrik Bachér (1856–1917).
Bachér studerade först konst för sin far Johan Boklund, för att sedan fortsätta vid Tekniska skolan i Stockholm. Efter genomgången utbildning där utbildade hon sig vid Kerstin Cardons målarskola. Hon samarbetade under en period med sin syster Thyra Grafström men övergick mer och mer till glasmålning. Under åren 1895–1896 tjänstgjorde hon som amanuens vid Nordiska museet. Hon beviljades av Kommerskollegium tre gånger stipendier 1887–1891 för utlandsstudier i glasmålning. I München var hon elev hos C. de Boucher.
Bachér deltog i Världsutställningen World's Columbian Exposition 1893, där hennes arbeten belönades med medalj.
Bachér har bland annat målat fönstren på Gustaf Adolfskyrkan och Johanneskyrkan i Stockholm. 
Cecilia Bachér är begravd på Solna kyrkogård (gravplats SO 09 433).